# Herlufsholm
Herlufsholm Skole og Gods er en stiftelse, der blev etableret i 1565. Herlufsholm er et tidligere kloster, der nu er kostskole og dagskole. Herlufsholm ligger i Næstved ned til Susåen, hvor den er omgivet af marker og skove. Her oprettede stormanden Peder Bodilsen i 1135 et benediktinerkloster, Skovkloster. Efter reformationen overtog kongen Skovkloster, og efter et mageskifte med det daværende Frederiksborg Slot overtog Herluf Trolle og Birgitte Gøye klosteret og ændrede navnet til Herlufsholm i 1560. De oprettede, ved en fundats, Herlufsholm som skole i 1565.
Stiftelsen Herlufsholm Skole og Gods er i dag på 1.050 ha, hvoraf de 900 ha er skov (Stenskoven, Kalbyrisskoven og Rådmandshaven og skovene omkring skolen).
I skoleåret 2016-2017 var der indskrevet 643 fordelt på 266 kostelever og 377 dagelever. En elev på Herlufsholm kaldes en herlovianer; tidligere elever kaldes gammelherlovianere. En dipel (flertal: diple) er en discipel (kostelev) på skolen. Dageleverne er daple. Kvindelige kostelever er piple, og kvindelige dagelever er paple. Dette er elementer af det interne herlovianersprog, hvor ord dannes ved sammentrækning.
Skolen har overvægt af elever fra overklassen. En lang række af skolens elever tæller skuespillere, forfattere, politikere og kongelige.
En kritisk dokumentarudsendelse på TV 2 i 2022, hvor flere tidligere elever fortalte historier om bl.a. grov mobning vold og voldtægt, medførte stærke reaktioner i offentligheden. Den ældste af de anonymiserede elever, der fortalte historierne om mobning og vold gik på Herlufsholm i slutningen af 80'erne. Som konsekvens af udsendelsen blev skolens rektor afskediget, og skolen meddelte, at nogle af dens hidtidige traditioner som præfektordningen ville blive afskaffet. Måneden efter trådte også skolens bestyrelse tilbage.
Den nye ledelse, rektor Gitte Nørgaard og forstander Jon Stokholm, forlod dog uden kendt grund "efter gensidig aftale" skolen med øjeblikkelig virkning allerede i december året efter sammen med to bestyrelsesmedlemmer.

## Historie

### 1100- til 1400-tallet: Klosteret
Storgodsejeren Peder Bodilsen og hans familie skænkede ved et gavebrev af 29. november 1135 jordegods til oprettelse af et benediktinerkloster i Næstved. Benediktinerne oprettede i 1135 en Stiftelse med det formål at drive et munkekloster. Kun 5 år efter i 1140 udstedte Kong Erik 3. Lam et gavebrev, som gav klosteret en række privilegier, og i sidste del af 1100-tallet blev kirken og klosteret opført ved Susåen. Selve gavebrevet opbevares stadig på Herlufsholm og er det ældste, kendte danske håndskrevne dokument. Oprindelig var klosteret navngivet Næstved Sct. Peders Kloster, men omkring 1300-tallet blev det kendt som Skovkloster på grund af dets beliggenhed. Ved slutningen af middelalderen ejede klosteret meget store jordbesiddelser både på Sjælland og Lolland-Falster.
Under Reformationen i 1536 inddrog Kong Christian 3. det katolske bispegods, og således også Skovkloster i Næstved. Kongen overtog da ansvaret for bispernes aflønning, udnævnelse og blev selv den øverste myndighed i gejstlige anliggender. Selvom de fleste munke ved Skovklosteret fik tilladelse til at blive i klosteret, forlod den sidste munk alligevel klosteret i 1559. Den daværende konge Frederik 2. havde derfor muligheden for at tilbyde Herluf Trolle det tidligere kloster i 1560 som en del af et mageskifte, hvor kongen til gengæld fik Hillerødsholm, som i dag hedder Frederiksborg Slot. Skovkloster kom efter mageskiftet til at hedde Herlufsholm.

### 1500- til 1900-tallet: Skolens start
Da Herluf Trolle og Birgitte Gøye selv var barnløse, besluttede de sig for at oprette Herlufsholm Skole den 23. maj 1565. I den nedskrevne fundats fastsattes det, at skolen skulle være for adelige og andre ærlige mænds børn.
Som kongens øverste admiral drog Herluf Trolle dog ud i krig mod svenskerne. Ved et stort søslag i Østersøen den 4. juni 1565 blev han hårdt såret og døde af sine sår den 25. juni 1565, ikke mere end en måned efter oprettelsen af stiftelsens fundats. I Herlufsholm klosterkirke kan man i dag stadig se Herluf Trolles rustning med det fatale skudhul i venstre lår.
Birgitte Gøye blev i sin mands fravær den første forstander på skolen, men bad kongen udnævne Herluf Trolles bror, Børge Trolle, til forstander i 1567. Siden dengang har klosterbygningerne dannet ramme omkring kostskolen, der først var for drenge.

### 1900-tallet: Optag af piger på Herlufsholm
I 1966 blev der åbnet op for optaget af piger som dagelever i gymnasiet, og i 1985 blev der åbnet op for optag af piger som kostelever i gymnasiet. I dag er begge køn repræsenteret i både grundskole og gymnasium som både kost- og dagelever.
I 1995 blev 55 vidner indkaldt til en retssag mod en tidligere elev, sigtet for at have stukket en nattevagt ned, da vagten overraskede ham i færd med at skære dækkene op på en forhadt lærers bil.

### 2000-tallet: Kongelige elever og beskyldninger om mobbekultur
I 2004 viste DR en dokumentar, kalden "Herlufsholm" af Anders Agger, der fulgte og skildrede livet på Herlufsholm for en række kostelever. Dokumentaren blev fulgt op 8 år senere med en ny dokumentar, for at se hvor eleverne fra 2004 nu var i livet.
Siden 2012 har man afholdt åben fantasy-bogmesse på Herlufsholm i efterårsferien, og skolen er i den forbindelse blevet kaldt "Hogwarts på Sydsjælland".
I 2014 startede prins Nikolai, søn af prins Joachim og grevinde Alexandra, som den første kongelige på skolen. Han gik først i 10. klasse og herefter på gymnasieskolen, begge gange som kostskoleelev.
I 2019 viste TV2 en dokumentar kaldet "Herlufsholm for livet" der igennem 8 afsnit gav seerne et indgående indblik i livet som elev på Herlufsholm.
I 2021 startede prins Christian, søn af kronprins Frederik og kronprinsesse Mary, i 1.g på gymnasiet.
I maj 2022 viste TV 2 dokumentarfilmen Herlufsholms hemmeligheder, hvor 7 tidligere elever, i anonymiseret form, og 3 elever der ikke var anonymiseret, berettede om 10 episoder med vold, mobning og seksuelle krænkelser som de selv havde været udsat for eller hørt om på skolen. De 10 episoder de tidligere elever berettede om strakte sig over en tidsperiode på 30 år fra 1988 til 2018  Dokumentaren medførte stærke reaktioner, blandt andet fra kronprinsparret, og førte til, at børne- og undervisningsminister Pernille Rosenkrantz-Theil blev kaldt i lukket samråd i Folketinget. Samtidig udløste dokumentaren en debat i medierne om, hvorvidt skolen var egnet til det danske kongehus.. To dage efter udsendelsen blev skolens rektor Mikkel Kjellberg afskediget af skolens bestyrelse, ligesom bestyrelsen afskaffede den hidtidige præfekt-ordning og iværksatte en advokatundersøgelse. Måneden efter trådte skolens bestyrelse tilbage, efter at Styrelsen for Undervisning og Kvalitet (STUK) havde rettet en hård kritik imod den og varslet forskellige sanktioner. 26. juni 2022 meddelte kronprinsparret, at prins Christian stopper på Herlufsholm, og at prinsesse Isabella ikke starter i 9. klasse på skolen efter sommerferien som planlagt. Højesteretsdommer Jon Stokholm blev den 27. juni 2022 foreslået som forstander for Herlufsholm med den opgave at etablere en ny bestyrelse,.
I maj 2025 fulgte dokumentarfilmen Herlufsholm – Hemmeligheder for livet på TV 2 som opfølger af den tidligere sendte dokumentar, hvor der blev samlet op på efterspillet og på en retssag i 2024 om vold på skolen.
I den nationale trivselundersøgelse fra STUK, der sendes til samtlige gymnasier i efteråret 2022 er Herlufsholm den skole i Danmark der scorer højest på spørgsmålet om man er glad for at gå i skole.
Gennemsnittet for 3g årgangens eksamenssnit i 2023 placerer Herlufsholm blandt de 10 bedste gymnasier i Danmark.

## Uddannelse
Herlufsholm Skole er Danmarks største og ældste kostskole. Skolen tilbyder pladser både som kostelev og som dagelev. I dag er ca. 290 af de 600 elever kostelever. Man kan gå på skolen fra 6. klasse til 3.g. Foruden den almindelige folkeskole og studentereksamen, tilbyder Herlufsholm Skole også den internationale studentereksamen (IB, International Baccalaureate) samt fra 2012 en sommerskole for børn og unge i alderen 12-18 år.

### Værdier
Herlufsholm Skole bygger på et dansk dannelses- og kulturgrundlag, og grundlæggerne Herluf Trolle og Birgitte Gøye fylder meget i skolens traditioner.

### Beklædning
Herlufsholm Skole har gennem årene fastholdt deres dresscode med farvetemaet mørkeblå og mørkegrå. Der er lidt forskellige krav til skolebeklædningen, fordi skolen ønsker at eleverne altid fremstår velklædte og velsoignerede.
Til daglig har eleverne mulighed for at variere deres tøjvalg. For eksempel kan de vælge mellem cardigan, pullovers og trøjer med V-udskæring; pigerne kan vælge mellem nederdel og bukser, og det er valgfrit, om man vil bære det karakteristiske Gøye-slips.
Til skolens forskellige fester i løbet af året skal eleverne desuden ankomme i hel eller halv galla, som er mørkt jakkesæt med herlovianerknapper.

### Sprog
Gennem tiden har eleverne på Herlufsholm Skole skabt et særligt herlovianersprog, der indeholder en række specielle ord.
Princippet er, at når man bruger herlovianersprog, tager man de første konsonanter fra et ord samt fra sidste trykstærke vokal og skaber således et nyt ord, der er en sammentrækning af det gamle.
Eksempelvis bliver blækopgaver til blaver, læsesal til lal, discipel til dipel og sygehus til sus.
Andre ord er mere traditionelle. At kalde rektor for Heis er græsk, mens nogle betegnelser kræver en længere forklaring, fordi de stammer fra en tid, hvor man brugte et andet ordforråd end i dag, for eksempel kaldes standpunktsvurderingerne Vyrd, hvilket stammer fra ordet vidnesbyrd.

### Traditioner
Hvert år afholder Herlufsholm Skole traditionen tro en række fester, der er med til at understrege skolens historie og rødder.
- Fugleskydning[40]
- Blebal
- Vildtaften
- Komediebal
- Julebal
- Trollebal - afholdes 14. januar på Herluf Trolles fødselsdag, og har været afholdt siden 1797.[41] Elever bærer deres gallatøj.[42]
- Maskebal
- Gøyebal
- Koncertbal

### Livet på Herlufsholm
Kostskolen danner rammerne for de elever der bor på skolen. Langt de fleste elever har eget værelse, kaldet et hummer, hvor de også sover. Hver elevgård rummer ud over elevernes humre, en fælles opholds- og tv-stue, bad og et fælles køkken.
Skoleåret er inddelt i rejseweekender og mellemweekender for at tilgodese de elever der kommer langvejs fra. I en rejseweekend tager eleverne hjem om fredagen og har først undervisning igen den følgende tirsdag. I mellemweekenderne har eleverne kun fri om søndagen, og altså undervisning om lørdagen.
Skolen tilbyder mange forskellige fritidsaktiviteter af både kreativ og sportslig art. Derudover kan eleverne deltage i en række nationale og internationale projekter, såsom the Duke of Edinburgh-programmet, Round Square, Projekt Frivillig, Forskerspireprojektet, samt et projekt med SOS-Børnebyerne.

## Bygninger
Herlufsholm kirke blev første gang bygget i ca. 1200, og trods en række ombygninger er der stadig rester af den ældste kirke, ligesom munkecellerne fra det 14. århundrede stadig findes. Klostret ligger samme sted som det oprindelige, selv om to af de nuværende længer, som følge af en brand, blev genopført i perioden 1867-70 og er tegnet af Johan Daniel Herholdt. På skolens område ligger der derudover flere andre bygninger, der er mange hundrede år gamle. Ud over de gamle bygninger, er der også nogle rester af Riis-byggerierne, som desværre ikke er blevet vedligeholdt. I klostergården kan man dog endnu se bevarede dele af de ældste bygninger.
I 1911 blev der opført et vandtårn på Herlufsholm. I 1970 og 1971 blev vandtårnet ombygget, så det i dag indeholder et observatorium. Kuplen til observatoriet kom fra et tidligere observatorium, som var placeret på et pumpetårn fra 1930'erne. Der blev installeret en ny kikkert i 1982.

## Herlufsholm Pinet
Herlufsholm Pinet (Pinetum) er en forstbotanisk have for fyrre- og nåletræer beliggende ved Herlufsholm skole i Rådmandshaven. Den blev anlagt i 1890-1920 og har over 100 forskellige sorter fra store dele af verden. I dag er deromkring 60-65 forskellige sorter tilbage.

## Ejere af Herlufsholm
- (før 1135) Peder Bodilsen
- (1135-1536) Benediktinerkloster
- (1536-1560) Kronen
- (1560-1565) Herluf Trolle
- (1565-1574) Birgitte Gøye, gift Trolle
- (1574- ) Herlufsholm Skole og Gods

## Forstandere/skoleherrer
Forstanderen er bestyrelsesformand
Denne liste er ufuldstændig; hjælp gerne med at udfylde den.
- 1565-1567 Birgitte Gøye
- 1567-1571 Børge Trolle
- 1571-1573 Ole Mouritsen Krognos
- 1573-1576 Albert Oxe
- 1577-1583 Herluf Skave
- 1583-1609 Arild Huitfeldt (1546-1609)
- 1622-1631 Poul Jensen Kolding (1581-1640)
- 1651-1653 Christen Bollesen (ca. 1615-1669)
- 1653-16?? Jørgen Rosenkrantz (1607-1675)
- 16??-1669 Christen Bollesen (igen)
- 1669-1671 Jesper Hiort (1641-1673)
- 1675-1684 Corfitz Trolle (1628-1684)
- 1685-???? Peter Als (1659-1711)
- 1731-1731 Gregers Juel (1667-1731)
- 1732-1763 Johan Ludvig Holstein (1694-1763)
- 1763-1785 Otto Thott (1703-1785)
- 1785-1788 Joachim Otto Schack-Rathlou (1728-1800)
- 1788-1805 Christian Brandt (1735-1805)
- 1805-1827 Frederik Julius Kaas (1758-1827)
- 1851-1856 Frederik Marcus Knuth (1813-1856)
- 1856-1887 Carl Christian Hall (1812-1888)
- 1887-1923 Tage Reedtz-Thott (1839-1923)
- 1923-1927 Otto Reedtz-Thott (1872-1927)
- 1927-1936 Hans Rosenkrantz (1870-1936), nationalbankdirektør
- 1936-1960 Ernst Moltke (1885-1986), greve, sparekasseinspektør
- 1960-1973 Axel Gustav Tage Reedtz-Thott (1920-1973) lensbaron, politiker, hofjægermester
- 1973-1979 Jens Just Jermiin (1907-1984), hofjægermester, godsejer, cand.jur.[48]
- 1979-1990 Aage Wolff-Sneedorff (1921-2003), hofjægermester, godsejer, cand.jur.[49]
- 1991-1993 Bernt Johan Collet (*1941), fhv. minister
- 1993-2004 Søren Haslund-Christensen (1933-2021), hofmarskal
- 2004-2011 Jens Greve (1941-2015), kammerherre, oberst, slotsforvalter
- 2011-2019 Jens Moberg (*1962)
- 2019-2023 Torben von Lowzow (*1962)
- 2023-2023 Jon Stokholm (*1951)
- 2023-0000 Hermann Haraldsson[50][51]

## Rektorer
Skolens rektor betegnes internt Heis (afledt af græsk).
- 1565-1580 Hans Mikkelsen (rektor) (død 1601), fra 1580 hofprædikant, senere Chr. IV's lærer [52]
- 1608-1610 Jesper Rasmussen Brochmand (1585-1652)
- 1641-1645 Niels Aagaard[53] (1612-1657)
- 1645-1646 Rasmus Brochmand
- 1646-1654 Zacharias Lund (1608-1667)
- 1668-1677 Johan Brunsmand (1637-1707)
- 1677-1699 Christen Gabrielsen Sandro ( -1703)
- 1747-1754 Marcus Hansen Buch (1713-1755)
- 1755-1804 Johan Ludvig Bernth (1724-1804)
- 1804-1833 Anders Winding Brorson (1755-1833)
- 1833-1853 Gustav Adolph Dichman (1795-1853)
- 1853-1872 Christian Listov (1821-1893)
- 1872-1892 Johannes Forchhammer (1827-1909)
- 1892-1916 Otto Frederik Bache (1845-1943)
- 1916-1934 Jakob Henrik Krarup (1868-1940)
- 1934-1960 Jørgen Olaf Friis-Hansen (1894-1960)
- 1960-1962 Vakant (Peter Harald Vilhelm Borelli-Møller, inspektør, konstitueret rektor)
- 1962–1977 Poul Kierkegaard (1908-1984)
- 1977–1992 Gert Olsen (1933-2019)
- 1992-1993 fungerende rektor: Jørgen Hvidtfelt
- 1993-2016 Klaus Eusebius Jakobsen (født 1947)
- 2016-2019 Flemming Zachariasen (født 1970)[54]
- 2019-2020 konstitueret: Mikkel Kjellberg (født 1974)
- 2020-2022 Mikkel Kjellberg[55][56]
- 202200000Konstitueret: Vicerektor Martin Arvedlund[57]
- 2022-2023 Gitte Nørgaard (født 1965)[58]
- 2023-2024 Konstitueret: Vicerektor Martin Arvedlund[50]
- 2024-0000 Jimmy Burnett Nielsen (født 1957)[59]

## Kendte Herlovianere (diple[3][disciple] og dimittender)
Listen er påbegyndt. Den er frem til år 1875 baseret på Albert Emil Leth og G.L. Wad: Meddelelser om Dimitterede fra Herlufsholm 1565-1875, Næstved 1875. Matriklen er bevaret fra 1611, og oplysninger om dimittender fra før 1611 er baseret på andre kilder.

### 1500-tallet
- 1582 Hans Alanus (1563-1631), professor i retorik
- 1586 Jens Mule (1564-1633), læge

### 1600-tallet
- 1601 Jesper Brochmand, senere rektor på Herlufsholm
- 1604 Claus Plum (1585-1649), professor i jura
- 1605 (ca.) Jens Dinesen Jersin (1587-1630), biskop
- 1606 Bertel Knudsen Aquilonius (1588-1650), latinist
- 1608 Jacob Fincke (1592-1663), professor i pædagogik
- 1609 Jacob Brochmand, rektor på Herlufsholm, senere professor i pædagogik
- 1611 Hans Rasmussen Brochmand (1594-1638), professor i filosofi
- 1613-17 Corfitz Ulfeldt (1606-1664), dipel; kendt som landsforræder
- 1620 Niels Pedersen Aurilesius (1601-1634), orientalist
- 1624-29 Joachim Gersdorff (1611-1161), Danmarks sidste rigsmarsk
- 1634 Arnold de Fine (1614-1672), biskop
- 1637 Rasmus Brochmand, rektor for Herlufsholm, senere professor i retorik
- 1638 Hans Enevoldsen Brochmand (1621-1664), biskop
- 1630'erne Tønne Juul (1620-1684), dipel; godsejer og legatstifter
- 1641 Villum Lange (1624-1682), landsdommer, godsejer og professor
- 1648 Andreas von Engberg (død 1690), landsdommer
- 1654-57 Just Høg (1640-1694), vicestatholder (fortsatte som elev på Sorø til 1660)
- 1660 Bolle Luxdorph (1643-1698), oversekretær og godsejer
- 1666 Peder Luxdorph (1648-1702), landsdommer og godsejer

### 1700-tallet
- 1715 Willum Worm (1698-1737), hofretsassessor og digter
- 1754 Christian Frederik Jacobi (1739-1810), konferensråd og forfatter
- 1758 Jens Jacob Weber (1742-1805), arkivar og personalhistoriker
- 1759 Jens Bruun de Neergaard (1742-1788), godsejer og jurist
- 1767 Thomas Christopher Bruun (1750-1834), forfatter
- 1774 Knud Lyhne Rahbek (1760-1830), forfatter, professor, rektor for Københavns Universitet

### 1800-tallet
- 1803 Johan Carl Thuerecht Castenschiold (1787-1844), stiftamtmand
- 1803 Herman Treschow Gartner (1785-1827), kirurg
- 1804 Joseph von Koss (1787-1858), diplomat
- 1804 Frederik Vilhelm Wedel Jarlsberg (1787-1863), baron og norsk amtmand
- 1809 Ditlev Ræder (1790-1867), borgmester
- 1810 Christian Reiersen (1792-1876), politikommissær
- 1811 C.A. Bluhme (1794-1866), statsminister
- 1812 Christian Henrik Hansen (1797-1868), landmand og politiker
- 1814 Johan Ferdinand de Neergaard (1796-1849), godsejer og amtmand
- 1816 Christian Ludvig Tillisch (1797-1844), amtmand
- 1817 Sophus Zahle (1797-1837), præst og forfatter
- 1820 J.A. Brasen (1802-1869), provst
- 1820 Carl Arthur Oxholm (1804-1839), officer
- 1822 Christian Lunn (1804-1890), overformynder
- 1824 Henrik Posselt (1807-1870), provst
- 1824 Georg Frederik Frelsen Rung (1805-1871), skolemand, tysklærer
- 1830 Tyge Alexander Becker (1812-1869), forfatter
- 1830 Vilhelm Crone (1813-1887), politidirektør
- 1832 Theodor Christian Castenschiold (1814-1883), overpostmester
- 1834-40 Otto Zinck (1824-1908), dipel; student som privatist 1845; skuespiller
- 1837 Fritz Bruun (1816-1891), fængselskyndig
- 1840 Georg Severin Knækenborg (1823-1891), præst og politiker
- 1843 Christian Frederik Reiersen (1826-1874), forfatter
- 1852 Vilhelm Ingerslev (1835-1918), læge
- 1853-59 Alexander Thorsøe (1840-1920), dipel; student i København 1860; historiker
- 1854 Ludvig Schrøder (1836-1908), skolemand og professor
- 1856 Konrad Barner (1836-1903), embedsmand og personalhistoriker
- 1856 Johan Hegermann-Lindencrone (1838-1918), diplomat
- 1857 Fritz Hegermann-Lindencrone (1840-1938), officer
- 1857 Christian Ludvig Kier (1839-1934), retshistoriker
- 1859 Sophus Frederik Ferdinand Ahlefeldt-Laurvig (1840-1914), greve, borgmester
- 1859 H.A. Bache (1841-1913), officer
- 1859 Christian Fenger (1840-1902), kirurg
- 1860 Hannibal Sehested (1842-1924), konseilspræsident og godsejer
- 1860 Rasmus Strøm (1842-1918), nationalbankdirektør og politiker
- 1862 O.F. Bache, senere rektor på Herlufsholm
- 1864 Sophus Hennings (1846-1916), kgl. kabinetssekretær
- 1869 Knud Sehested (1850-1909), landbrugsminister og godsejer
- 1871 Theodor Mørck (1854-1938), overretssagfører
- 1872 Johannes Paludan-Müller (1853-1940), præst, forfatter
- 1873 Hans Kaarsberg (1854-1929), amtslæge
- 1873 Frederik Moltke (1854-1936), lensgreve og politiker
- 1874 Vilhelm Bille-Brahe (1855-1942), kammerherre
- 1874 Joachim Moltke (1857-1943), greve, hofmarskal
- 1874-76 Niels Ryberg Finsen (1860-1904), dipel; læge
- 1876 Carl Friderichsen (1858-1942), overretssagfører
- 1878 Constantin Brun (1860-1945), diplomat
- 1879 Georg Forchhammer (1861-1938), døvstummepædagog
- 1880 Helmer Lind (1862-1934), redaktør
- 1881 Carlo Sehested Gyldenfeldt (1863-1928), politiinspektør
- 1882 Georg Wilhjelm (1864-1949), godsejer og hofjægermester
- 1882-84 Palle Rosenkrantz (1867-1941), dipel; student i København 1885, forfatter
- 1883 Jakob Jakobsen (1864-1918), filolog
- 1884 Holger Forchhammer (1866-1946), læge
- 1885 Henrik Madsen, (1867-1946), rektor
- 1886 Knud V. Rosenstand (1867-1927), lektor, forfatter, oversætter
- 1887 Ejnar Forchhammer (1868-1928), operasanger
- 1887 Martin Vahl (1869-1946), geograf
- 1891 Lars Jørgen Madsen (1891), læge, guldmedalje i skydning ved OL i 1900 (deltog ved yderligere 4 OL, 6 medaljer i alt).
- 1892 Jørgen Forchhammer (1873-1963), stemmefysiolog
- 1892 Vilhelm Gebhard Moltke (1872-1948), statsadvokat
- 1893 Herluf Forchhammer (1875-1968), ingeniør
- 1895 Viggo Forchhammer (1876-1967), sangpædagog
- 1896 Johan Wøller (1878-1967), læge, forfatter
- 1898 G.D.M. Bache (1880-1964), overretssagfører
- 1899 Olaf Forchhammer (1881-1964), ingeniør

### 1900-tallet
- 1902 Vagn Ingerslev (1885-1952), jurist og tennisspiller
- 1903 Ernst Moltke (1885-1986), greve, senere forstander på Herlufsholm
- 1903 Niels Møller (1885-1958), litteraturhistoriker, dr.phil.
- 19?? Oluf Munck (1886-1943), læge og modstandsmand
- 1905 Holger Brøndsted (1889-1969), højskoleforstander, professor
- 1905 Ejler Holm (1887-1966), øjenlæge, professor, dr.med.
- 1906 Kaj Hedemann Baagøe (1888-1982), læge
- 1908 Knud Wolff-Sneedorff (1888-1958), godsejer og hofjægermester
- 1909 Otto Brandt (1890-1978), landsretssagfører
- 1909 Eiler Forchhammer (1890-1980), forstander
- 1911 Sven Clausen (1893-1961), professor, dr.jur.
- 1912 Olaf Bærentsen (1894-1977), dommer
- 1912 Otto Irminger Kaarsberg (1894-1970), højesteretspræsident
- 1913 Otto Moltke (1895-1961), greve, overlæge, dr.med.
- 1914 Einar Blechingberg (1895-1975), diplomat og spion
- 1915 Helge Finsen (1897-1976), arkitekt og modstandsmand
- 1916 Christian Ditlev Reventlow (1898-1958), eventyrer
- 1918 Tage Brammer (1899-1978), amtsforvalter
- 1919 Leif Berg (1900-1985), direktør
- 1919 Ebbe Neergaard (1901-1957), forfatter, direktør, cand.mag.
- 1920 Vagn Erik Brammer (1902-1991), højesteretssagfører
- 1921 Thomas Beckett (1903-1979), politimester
- 1922 Aage Linde (1904-1980), Kontreadmiral
- 1923 Georg C. Brun (1905-2002), overlæge
- 1923 Paul Diderichsen (1905-1964), professor, dr.phil., dansk grammatiker
- 1924 Børge Diderichsen (1906-1989), professor, dr.theol. og politiker
- 1924 Ove Høegh-Guldberg (1905-1987), dansk læge og frihedskæmper
- 1926 Jens Just Jermiin (1907-1984), advokat og godsejer
- 1926 F.J. Billeskov Jansen (1907-2002), litteraturprofessor
- 1927 Harry Brocks (1908-1996), overkirurg
- 1934 Eyvind Bartels (1916-1987), generalkonsul
- 1935 Anders Lassen (1920-1945), officer i den britiske hær 1940-1945, MC, VC
- 1936 Svend Aage Clausen (1917-1991), cand.teol., forfatter, lærer
- 1939 Aage Wolff-Sneedorff, jurist, godsejer, forstander for Herlufsholm
- 1939 Otto Marstrand (1919-2004), cand.polit., seminarierektor
- 1939 Niels Arnstedt (1920-1986), advokat
- 1939 Poul Brams (1920-2002), bibliotekar, forfatter
- 1940 Sven Tito Achen (1922-1986), redaktør
- 1942 Christian Arnstedt (1924-2011), ingeniør
- 1944 Jørgen Knudsen (*1926) universitetslærer, højskoleforstander, forfatter
- 1947 Knud Jørgen Alling Møller (1929-2008), overlæge, dr.med.
- 1949 Ulrik Plesner (*1930), arkitekt
- 1949 Niels Pontoppidan (*1930), højesteretspræsident
- 1949 Niels Thomsen (1930-2012), historiker
- 1950 Hans V. Bischoff (*1932), tv-journalist
- 1951 Søren Haslund-Christensen, senere forstander for Herlufsholm, hofmarskal
- 1955 Claus Christian Ahnfeldt-Mollerup (1938-2009), officer
- 1958 Sven Holm (*1940), forfatter
- 1959 Jens Greve (1941-2015), forstander for Herlufsholm 2004-11
- 1960 Arthur Krasilnikoff (1941-2012), forfatter
- 1962 Joen Bille (*1944), skuespiller
- 1963 Christian Oldenburg (*1943), diplomat
- 1967 Nis Boesdal (*1948), forfatter, programmedarbejder
- 1967 Jens Hage (*1948), tegner
- 1968 Philippe Grandjean (*1950), professor, dr.med., toksikolog
- 1969 Frederik Harhoff (*1949), dommer,
- 1969 Henrik Yde (*1950), litteraturhistoriker
- 1973 Marie Tetzlaff (*1954), forfatter, kulturskribent
- 1976 Jens Fink-Jensen (*1956), forfatter, fotograf, arkitekt
- 1978 Pernille Høxbro (*1959), kommunalpolitiker
- 1981 Jens Moberg (*1962), erhvervsmand og senere forstander for Herlufsholm
- 1982 Kristian von Hornsleth (*1963), kunstner
- 1985 Hermann Haraldsson (*1966), direktør for Brøndby IF og senere forstander for Herlufsholm
- 1986 Peter Reichhardt (*1967), skuespiller, teaterchef
- 1990 Christian Stadil (*1971), direktør, modeskaber
- 1994 Caroline Fleming (*1975), godsejer, forfatter, model, tv-personlighed
- — Omar Shargawi (*1974), filminstruktør

### 2000-tallet
- 2001 Pilou Asbæk (født 1982), skuespiller
- 2011 William Jøhnk Nielsen (født 1997), skuespiller
- 2018 Hans Højhed Prins Nikolai William Alexander Frederik (født 1999), prins til Danmark, greve af Monpezat
- 2018 Flora Ofelia Hofmann Lindahl (født 2005), skuespiller, sanger
- 2022 Hans kongelige højhed Prins Christian (født 2005), prins til Danmark, greve af Monpezat. I juni 2022 blev prins Christian trukket ud af Herlufsholm.[60]

## I populærkultur
Herlufsholm er blevet brugt til at filme Flemming på kostskole (1961) og Drengene fra Sankt Petri (1991). Den blev også brugt i et afsnit af DRs krimiserie Rejseholdet (2000-2004).
Jussi Adler-Olsens roman Fasandræberne fra 2008 har tydelige referencer til Herlufsholm, dog uden at nævne skolens navn. Produktionsselskabet bag filmatiseringen fra 2014 ønskede også at bruge Herlufsholm til optagelserne, men den daværende rektor Klaus Eusebius Jakobsen sagde nej til dette.
Billedhuggeren og forfatteren Bjørn Poulsens debutroman Opkald fra mælkevejen fra 2020 er en selvbiografisk skildring af en opvækst, der blandt andet opfatter et ophold på Herlufsholm, hvor hovedpersonen havner nederst i hierarkiet og bliver mobbet.